# Hemörarna
Hemörarna är öar i Åland (Finland). De ligger i Skärgårdshavet och i kommunen Kumlinge i landskapet Åland, i den sydvästra delen av landet. Öarna ligger omkring 50 kilometer nordöst om Mariehamn och omkring 240 kilometer väster om Helsingfors.
Arean för den av öarna koordinaterna pekar på är 58,5 hektar och dess största längd är 1,5 kilometer i sydöst-nordvästlig riktning.